# Айтор Канталап'єдра
Айтор Канталап'єдра (ісп. Aitor Cantalapiedra, нар. 10 лютого 1996, Барселона) — іспанський футболіст, півзахисник грецького клубу «Панатінаїкос».
Виступав, зокрема, за клуби «Барселона Б» та «Твенте».
Володар Кубка Греції.

## Ігрова кар'єра
Народився 10 лютого 1996 року в місті Барселона. Вихованець юнацьких команд футбольних клубів «Барселона», «Еспаньйол», «Сант-Андреу», «Дамм», «Корнелья» та «Барселона».
У дорослому футболі дебютував 2015 року виступами за команду «Барселона Б», у якій провів один сезон, взявши участь у 18 матчах чемпіонату.
Своєю грою за цю команду привернув увагу представників тренерського штабу клубу «Вільярреал Б», до складу якого приєднався 2016 року. Відіграв за команду дублерів «Вільярреала» наступний сезон своєї ігрової кар'єри. Більшість часу, проведеного у складі другої команди  «Вільярреала», був основним гравцем команди.
У 2017 році уклав контракт з клубом «Севілья Атлетіко», у складі якого провів наступний рік своєї кар'єри гравця. Граючи у складі другої команди «Севільї» також здебільшого виходив на поле в основному складі команди.
З 2018 року два сезони захищав кольори клубу «Твенте». Тренерським штабом нового клубу також розглядався як гравець «основи». У складі «Твенте» був одним з головних бомбардирів команди, маючи середню результативність на рівні 0,36 гола за гру першості.
До складу клубу «Панатінаїкос» приєднався 2020 року. Станом на 26 липня 2023 року відіграв за клуб з Афін 61 матч в національному чемпіонаті.

## Титули і досягнення
- Володар Кубка Греції (2):

«Панатінаїкос»: 2021-2022, 2023-2024
- Володар Кубка Кіпру (1):

АЕК: 2024-2025